# Gare de Gnesta
La gare de Gnesta (suédois : Gnesta station) est une gare ferroviaire suédoise à Gnesta.

## Histoire et patrimoine ferroviaire
Le bâtiment de la gare est un œuvre de l'architecte en chef de la SJ Adolf W. Edelsvärd. La gare est même venu à inspirer l'architecture ferroviaire ailleurs en Suède ; d’autres gares de ce même style sont en Sävsjö, Vislanda et Pålsboda . La gare est un bâtiment en brique asymétrique avec des toits en croupe. Le bâtiment allongé est dominé par les toits. Particulièrement mis en évidence est le vestibule surélevé et de grandes fenêtres en arc rondes. La gare incorpore des éléments de style romantique national et d’Art Nouveau. Une maison pour l’agent de la gare s’ajoute au bâtiment en 1907, produit de Folke Zettervall 

## Service des marchandises

### Intermodalité
La gare est le lien central du transport de la municipalité, avec la coordination entre les trains et les autobus, offrant un trafic de bus régional et local, rendant les petits centres de population accessibles .